# JETGO Australia
JETGO Australia era uma companhia aérea regional e charter com sede em Queensland.

## História
A companhia aérea foi fundada em 2011. Em 1 de junho de 2018, a companhia aérea foi colocada sob administração voluntária e todas as operações regulares de passageiros foram suspensas. Jonathan McLeod e Bill Karageozis da McLeod Partners foram nomeados administradores da companhia aérea. A Suprema Corte de Nova Gales decidiu que o JETGO devia ser liquidado, após o relatório dos credores pelos administradores que mostrou que o JETGO devia A$38 milhões aos credores e pode estar negociando enquanto insolvente desde 30 de junho de 2016.

## Frota

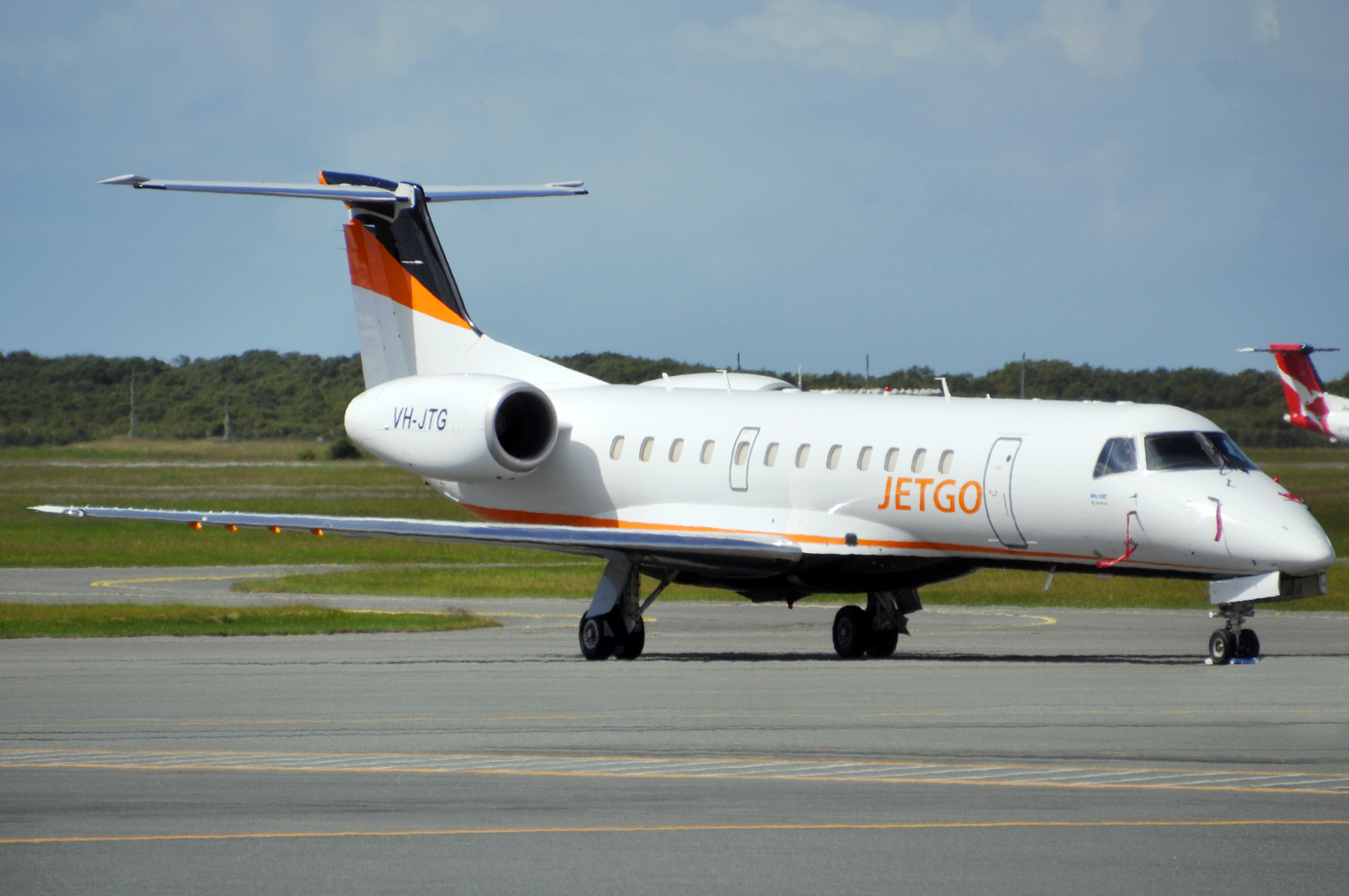
Um Embraer ERJ-135LR da JETGO Australia

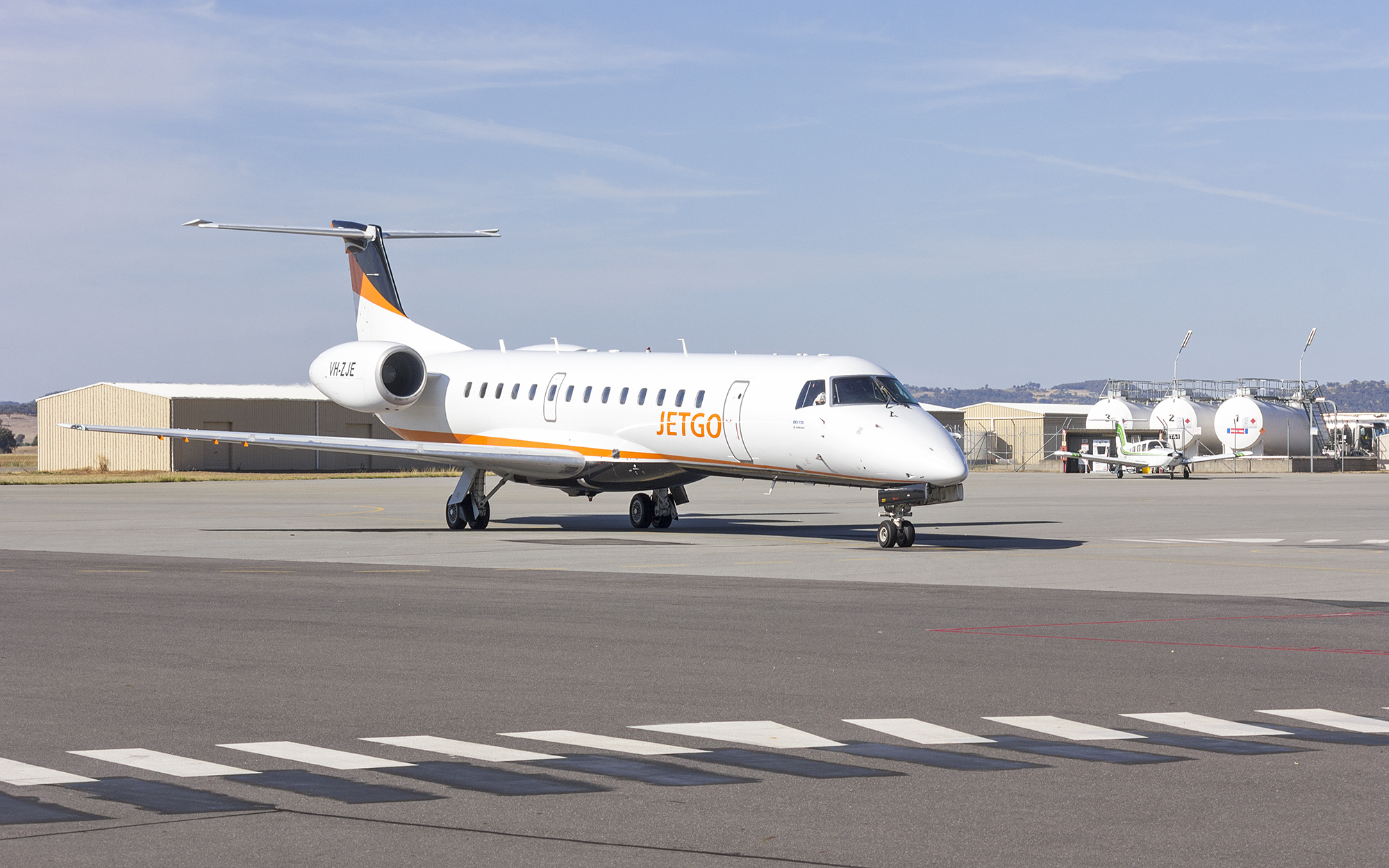
Um Embraer ERJ-140LR da JETGO Australia

A frota da JETGO Australia consistia nas seguintes aeronaves (Junho de 2018):
| Aeronaves         | Em Serviço | Ordens | Passageiros | Notas |
| ----------------- | ---------- | ------ | ----------- | ----- |
| Embraer ERJ-135LR | 2          | –      | 37          |       |
| Embraer ERJ-140LR | 1          | –      | 44          |       |
| Embraer ERJ-145LR | 2          | –      | 50          |       |
| Embraer 190       | –          | 2      | 96          |       |
| Total             | 5          | 2      |             |       |